# بول إيميرت
بول إيميرت (بالإنجليزية: Paul Emmert)‏ (1826 – 1867) رسام أمريكي من أصل سويسري ولد قرب بيرن في  سويسرا في عام 1826.
هاجر إلى مدينة نيويورك في سن التاسعة عشر. زار كاليفورنيا في فترة حمى الذهب في عام 1849، وأقام معرضاً في العام التالي في بروكلين لمشاهد البحث عن الذهب.